# Yukhoe
Le yukhoe (en coréen : 육회, hanja : 肉膾, littéralement : « viande crue ») est une variété de hoe (« plat cru » dans la cuisine coréenne), réalisé à partir de viande de bœuf hachée crue et assaisonnée avec différentes épices ou sauces. C'est la version coréenne du steak tartare. Il est à noter que les Tartares étaient l'appellation européenne des Mongols, voisins des Coréens, par les Occidentaux.
La partie la plus tendre du bœuf est finement découpée, débarrassée de sa graisse, puis mélangée avec l’assaisonnement. Celui-ci est composé de sauce soja, sucre, sel, huile de sésame, cébette, ail émincé, graines de sésame, poivre noir et julienne de bae (poire coréenne).
Un jaune d’œuf cru est généralement servi dans un récipient séparé ou directement sur le plat. 